# II Liceum Ogólnokształcące im. Królowej Jadwigi w Toruniu
II Liceum Ogólnokształcące im. Królowej Jadwigi w Toruniu – szkoła ponadpodstawowa, założona w 1932 roku w Toruniu. Mieści się przy ul. Kosynierów Kościuszkowskich 6. Dyrektorem liceum jest Waldemar Gancarz, wicedyrektorem Joanna Masłowska.
Początki szkoły sięgają roku 1932, kiedy to powołano Państwowe Gimnazjum i Liceum im. Królowej Jadwigi w gmachu przy placu Stefana Wincentego Frelichowskiego 1 (obecnie siedziba Wyższego Seminarium Duchownego). Po II wojnie światowej, w 1947 roku, reaktywowano liceum. 9 czerwca 2008 roku szkole ponownie nadano imię Królowej Jadwigi.
Do znanych absolwentów szkoły należą m.in:
- prof. Leszek Balcerowicz[1]
- aktor Bogusław Linda[1]
- prof. Andrzej Jamiołkowski[1]
- prof. Maciej Konacki[1]
- waltornista Łukasz Tur[5]